# Маглаки
Маглаки (груз. მაღლაკი) — село в Грузии, на территории Цхалтубского муниципалитета края (мхаре) Имеретия.

## География
Село находится в западной части Грузии, на левом берегу реки Губисцкали, на расстоянии приблизительно 3 километров (по прямой) к юго-юго-западу от города Цхалтубо, административного центра муниципалитета. Абсолютная высота — 90 метров над уровнем моря.

## Население
По результатам официальной переписи населения 2014 года, в Маглаки проживало 4126 человек (2124 мужчины и 2002 женщины). В национальной структуре населения грузины составляли 99,8 %.
| Год  | Население, человек |
| ---- | ------------------ |
| 2002 | 5260               |
| 2014 | ↘ 4126             |